# Battaglia di Angaur

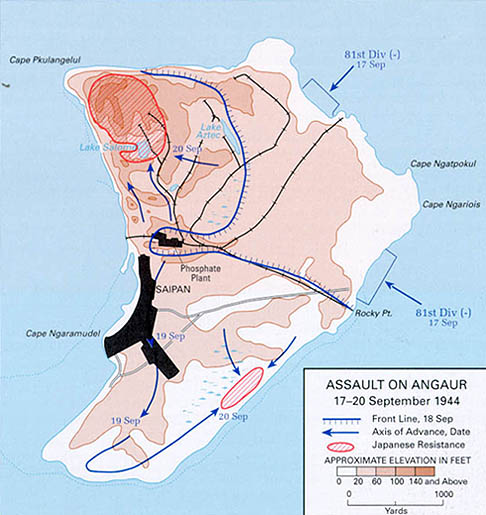

La battaglia di Angaur è stata una battaglia della campagna del Pacifico combattuta durante la seconda guerra mondiale.
Nella metà del 1944 erano presenti su questa isola 1400 soldati giapponesi al comando del tenente generale Sadao Inoue, comandante del settore di Palau.
La scarsa difesa delle Palau e la possibilità di costruirvi un campo d'aviazione resero Angaur un obiettivo attraente per i comandi americani dopo la conquista delle Isole Marshall. La mancanza di mezzi da sbarco significò però che l'attacco contro le Palau non poté cominciare prima che venissero terminate le operazioni nelle Marianne.
I bombardamenti, effettuati dalla corazzata Tennessee e dai bombardieri in picchiata Douglas Dauntless che partivano dalla portaerei USS Wasp (CV-18), incominciarono il giorno 11 febbraio 1944.
Sei giorni dopo l'81ª Divisione di fanteria, comandata dal maggior generale Paul J. Mueller, sbarcò a nord-est e a sud-ovest sulla costa dell'isola.
Le mine e la congestione delle spiagge inizialmente crearono diversi problemi. I giapponesi effettuarono diversi contrattacchi ma la resistenza si irrigidiva a mano a mano le truppe americane si avvicinavano alla collina, da loro soprannominata The Bowl ("la tazza"), situata vicino al lago Salome, nel nord-ovest dell'isola.
Su questa collina i giapponesi avevano previsto di concentrare il nucleo della loro resistenza. Il 20 settembre 1944 il 322º battaglione attaccò la collina. I 750 difensori risposero con il fuoco dell'artiglieria, dei mortai e delle mitragliatrici.
Gradualmente la fame, la sete e il fuoco dell'artiglieria americana cominciarono a indebolire i difensori e per il 25 settembre gli americani avevano iniziato a penetrare nelle difese della collina. Piuttosto che combattere per il possesso delle caverne gli americani usarono i bulldozer per chiuderne le entrate.
Il 30 settembre i combattimenti sull'isola erano finiti.
Il campo di aviazione venne costruito mentre la battaglia era ancora in corso. Il ritardo con il quale le operazioni nelle Palau erano state avviate fece sì che però non fosse pronto per le operazioni contro le Filippine che ebbero inizio nell'ottobre 1944.
L'Ammiraglio W. Halsey Jr. aveva detto che le operazioni contro le Palau non erano necessarie, e gli storici militari concordano con lui, affermando che il principale vantaggio ricavato da questa operazioni fu l'esperienza di combattimento guadagnata dalla 81ª Divisione.